# Jacob Spon
Jacob Spon (noto anche come Jacques, James o Jacobus Sponius) (Lione, 1647 – Vevey, 25 dicembre 1685) è stato un archeologo, antropologo e numismatico francese. 
Jacob Spon fu un pioniere nella esplorazione dei monumenti in Grecia e uno studioso di fama internazionale nello sviluppo delle  "Res publica literaria".

## Biografia
Il padre era Charles Spon, un medico ed ellenista, di una famiglia calvinista benestante e colta di banchieri, proveniente da Ulma e che si era stabilita dal 1551 a Lione, dove faceva parte della élite borghese.
Mentre seguiva gli studi medici a Strasburgo, il giovane Spon incontrò per la prima volta il figlio di un amico di suo padre, Charles Patin, che lo avviò a interessarsi di antiquaria e allo studio della numismatica, aprendo come una finestra al mondo dell'antichità classica.
A Parigi Jacob Spon fu ospitato dal padre di Patin, Guy Patin. A Montpellier ricevette il suo dottorato in medicina (1668) e successivamente esercitò a Lione con una clientela benestante.
Qui apparse una prima pubblicazione, Recherche des antiquités et curiosités de la ville de Lyon, ed entrò in corrispondenza con un ampio gruppo di savants: l'abbé Claude Nicaise a Digione, du Cange a Parigi, il circolo di eruditi che gravitava intorno a Luigi, il Gran Delfino e al duca d'Aumont.
Tra i suoi corrispondenti vi era il teologo di corte, Jacques-Bénigne Bossuet, il filosofo Pierre Bayle, Pierre de Carcavi, lo studioso gesuita François d'Aix de La Chaise, confessore del re, e François Charpentier. Incontrò Jean Mabillon quando Mabillon passò per Lione nel 1682.

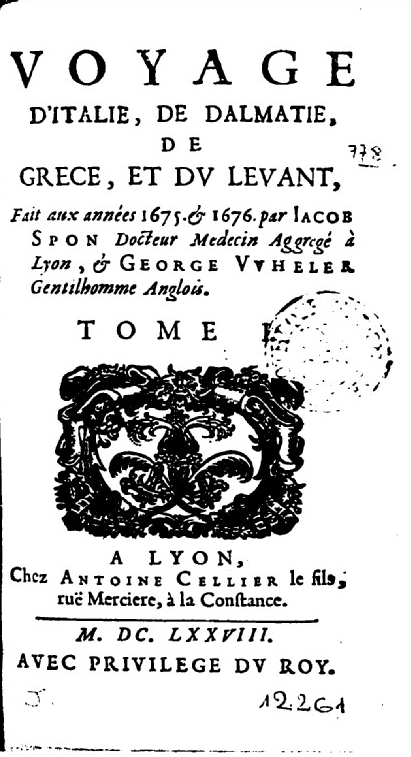
Frontespizio dell'edizione 1678 del Voyage d'Italie, de Dalmatie, de Grèce et du Levant, ecc.

Spon viaggiò in Italia e poi in Grecia, a Costantinopoli e nel Levante nel 1675–1676 in compagnia dello scrittore e botanico sir George Wheler (1650–1723), la cui collezione di antichità fu in seguito donata alla Oxford University. Prima di loro, l'ultimo viaggiatore ad aver riportato informazioni dettagliate sulla Grecia e sul Levante era stato, quasi trecento anni prima, Ciriaco d'Ancona, il cosiddetto pater antiquitatis, nell'epoca dell'Umanesimo. Il libro di Spon Voyage d'Italie, de Dalmatie, de Grèce et du Levant (1678) rimase un utile strumento di riferimento fino al tempo di Chateaubriand, che l'impiegò nel suo viaggio nel Levante.
Spon portò indietro molti tesori di valore, monete, iscrizioni e manoscritti. Nel gennaio 1680, ebbe una disputa con Père de La Chaise, che lo spingeva a convertirsi al cattolicesimo. In quell'anno Spon pubblicò la sua Histoire de la république de Genève, seguita da Récherches curieuses d'antiquité (Lione 1683) e nel 1685 una raccolta di trascrizioni di iscrizioni romane raccolte negli anni, Miscellanea eruditae antiquitatis, nella cui prefazione offrì una delle prime definizioni di "archaeologia" per descrivere lo studio della antichità in cui era impegnato.
Nel 1681 Spon pubblicò un breve (95 pp.) trattato sulle febbri, che, dopo un'accoglienza favorevole, ampliò a 264 pp. per includere i rimedi più recenti, compresa la  "Quinquina" del "Perù, che considera particolarmente efficicace, ma che, afferma, gli "Ameriquains" non riconoscono: "le quinquina n'etoit pas connu pour la guerison des fievres par les Ameriquains meme...".  "Observations sur les Fievres et les Febrifuges" fu pubblicato da Thomas Amaulry a Lione nel 1684 e poi postumo nel 1687.  Spon sottolinea che è un esperto di febbri perché Lione include un'area paludosa (Les Dombes) che produce "mauvais air" responsabile delle febbri — probabilmente malaria.  Come è chiaro del libro di  Spon, nel XVII secolo un'ampia fascia di malattie erano classificate come differenti "febbri."  Al suo tempo, "Observations sur les Fievres" fu un dotto manuale tecnico per il medico che volesse mantenersi aggiornato.
La revoca dell'editto di Nantes, ottobre 1685, fu indirettamente la cause della sua morte. Piuttosto che abiurare la sua fede calvinista Spon preferì andare a Zurigo, che era illegale. Il suo danaro e i suoi bagagli gli furono rubato, e avendo una salute fragile, morì di tubercolosi all'ospedale cantonale di Vevey, il natale 1685, all'età di 38 anni.